# Mount Chephren
Der Mount Chephren ist ein in den kanadischen Ausläufern der Rocky Mountains liegender Berg, der auf Grund seiner Form nach der Chephren-Pyramide benannt wurde. Der 3274 m hohe Berg liegt etwa sechs Kilometer nordwestlich vom Howse Peak, dem höchsten Gipfel der Waputik-Kette im Banff-Nationalpark, und ist vom Icefields Parkway aus gut zu sehen.

## Geschichte
Die Erstbesteigung erfolgte 1913 durch J.W.A. Hickson, geführt von Edward Feuz jr.
Der Berg wurde zunächst im Jahre 1897 durch J. Norman Collie „Pyramid Mountain“ genannt, doch da bereits ein anderer Gipfel mit demselben Namen im angrenzenden Jasper-Nationalpark existierte, wurde er im Jahre 1918 in „Mount Chephren“ umbenannt.